# E.J. Anosike
E.J. Anosike (Staten Island, Nueva York; 11 de octubre de 1998) es un baloncestista estadounidense con nacionalidad nigeriana que pertenece a la plantilla del Petro de Luanda del BAL. Con 1,99 metros de estatura, juega en la posición de Alero. Es internacional con la selección de baloncesto de Nigeria.

## Trayectoria deportiva
Anosike es un alero con ascendencia nigeriana, formado en el Paramus Catholic High School situado en Paramus, Nueva Jersey, hasta 2017 cuando ingresa en la Universidad del Sagrado Corazón, situada en Fairfield, Connecticut, donde jugaría la NCAA durante tres temporadas con los Sacred Heart Pioneers, desde 2017 a 2020.
En la temporada 2020-21, ingresa en la Universidad de Tennessee, situada en la ciudad de Knoxville, Tennessee, donde jugaría la NCAA con los Tennessee Volunteers.
En la temporada 2021-22, ingresa en la Universidad Estatal de California, Fullerton, perteneciente a la Universidad Estatal de California, situado en Fullerton, en el estado de California, donde jugaría la NCAA con los Cal State Fullerton Titans.
En la temporada 2022-23, firma por los Suwon KT Sonicboom de la Liga de baloncesto de Corea.
El 31 de enero de 2023, Anosike firmó un contrato con los Salt Lake City Stars de la NBA G League, en el que jugó apenas un mes y disputó 6 partidos.
El 2 de marzo de 2023, firmó por los Texas Legends de la NBA G League, en el que jugó dos partidos. 
En verano de 2023, firma por los Winnipeg Sea Bears de la Canadian Elite Basketball League.
El 24 de agosto de 2023, firmó con Chorale Roanne Basket de la LNB Pro A, con el que disputa 10 partidos.
El 8 de diciembre de 2023, firma por el Liege Basket de la BNXT League.
El 13 de abril de 2025 se unió al Petro de Luanda como refuerzo para disputar el BAL.

### Internacional
En 2023 debuta con la selección de baloncesto de Nigeria, con la que disputa dos encuentros clasificatorios para los Juegos Olímpicos de París 2024.